# Murat V
Murat V (turc otomà: مراد الخامس) (21 de setembre de 1840 - 29 d'agost de 1904) va ser soldà de l'Imperi Otomà durant el seu breu regnat de tres mesos, des del 30 de maig fins al 31 d'agost de 1876.

## Biografia
Fill d'Abdülmecit, fou designat hereu legal del seu oncle Abdülaziz, del que havia estat, el qual després va intentar modificar la successió en favor de la pròpia descendència i el va apartar de totes les responsabilitats. Això va fer que el jove Murat, que havia tingut una curosa educació liberal, entrés en contacte des de 1865 (quan es va fundar) amb els Joves Otomans; estava lligat especialment a Namik Kemal (un dels caps del moviment). Quan el gran visir reformista Midhat Pasha (Mithat Paşa) va decidir donar un cop d'estat contra el reaccionaria sultà Abdülaziz, en va informar a Murat que es va comprometre a promulgar una constitució i a posar en vigor el programa dels Joves Otomans. Després del cop el 30 de maig de 1876, Murat fou proclamat sultà. Namik Kemal i l'altra cap dels Joves, Diya Pasha, foren nomenats secretaris de Palau.
Però una vegada al tron, Murat va escoltar amb preferència a Rüshdi Pasha, que recomanava prudència, i va optar per un programa de reformes limitat que no incloïa una nova constitució. El 5 de juny de 1876 el sultà deposat es va suïcidar. El dia 15 de juny un capità circassià, Hasan, va matar el ministre d'afers exteriors Husayn Awni Pasha per motius personals; la seva eliminació va fer decantar la balança del poder cap als reformadors radicals i el 15 de juliol en la primera sessió del govern, aquest va acordar proclamar una constitució. Ja no es va poder fer perquè el sultà, alcohòlic i afectat de bogeria com altres germans, va empitjorar ràpidament; afectat per una depressió (pensava que l'executarien) es va mostrar extremament nerviós; examinat per metges turcs i estrangers es va dictaminar la seva incapacitat per regnar. El germà petit del sultà, Hamid Efendi, fou proposat com a regent, però va refusar, acceptant només el tron.
Així després de governar l'Imperi durant 93 dies, va ser deposat i va ser substituït pel seu germà amb el nom d'Abdul Hamid II l'1 de setembre de 1876. El sultà deposat va viure al palau Çirağan al Bòsfor, com a virtual captiu, durant 30 anys. El 20 de maig de 1878 un grup d'activistes dels Joves Otomans dirigits per Ali Suawi va intentar un cop d'estat per alliberar a Murat, però va fracassar. Murat fou posat sota una guàrdia reforçada i es va prohibir fer esment de la seva persona. Va morir el 29 d'agost de 1904.

## Valoració general
Durant el seu regnat va demostrar una gran influència de la cultura francesa. No va ser capaç de pactar una constitució com desitjaven els seus partidaris, i van empitjorar les males relacions amb Rússia que desembocarien en la futura guerra.